# Lijst van aartsbisschoppen van Warschau
Dit is een lijst van bisschoppen en aartsbisschoppen van Warschau.

## Bisschoppen
- 1798-1804: Józef Miaskowski
- 1806-1818: Ignacy Raczyński (apostolisch administrator)

## Aartsbisschoppen
- 1818-1819: Franciszek Malczewski
- 1819-1823: Szczepan Hołowczyc
- 1824-1827: Wojciech Skarszewski
- 1828-1829: Jan Paweł Woronicz
- 1836-1838: Stanisław Kostka Choromański
- 1836-1844: Tomasz Chmielewski
- 1856-1861: Antoni Melchior Fijałkowski (sinds 1844 apostolisch administrator)
- 1862-1883: Zygmunt Szczęsny Feliński
- 1883-1912: Wincenty Teofil Popiel
- 1913-1938: Aleksander Kakowski
- 1946-1948: August Hlond
- 1948-1981: Stefan Wyszyński
- 1981-2006: Józef Glemp
- 2007: Stanisław Wielgus
- 2007-2024: Kazimierz Nycz
- 2024-heden: Adrian Galbas